# Marta Pujol i Ferrusola
Marta Pujol i Ferrusola (Barcelona, 1959) és una arquitecta catalana, filla de Jordi Pujol i Marta Ferrusola. El seu estudi es va veure envoltat de polèmica en haver rebut diversos encàrrecs de la Generalitat de Catalunya. L'oposició del Parlament de Catalunya qüestionà la seva presència i la del seu germà Pere en viatges oficials del seu pare a l'estranger durant la dècada de 1990. El 1982 va ser la primera «reina del cava» nomenada per la Confraria del Cava de Sant Sadurní d'Anoia.